# Foot-Ball Club Juventus 1920-1921
Questa voce raccoglie le informazioni riguardanti il Foot-Ball Club Juventus nelle competizioni ufficiali della stagione 1920-1921.

## Stagione
La Juventus si classifica quarta nel girone A dell'eliminatoria piemontese.

## Divise
| Casa | Portiere |

## Rosa
| N. |                   | Ruolo | Calciatore       |
| -- | ----------------- | ----- | ---------------- |
|    | Italia (bandiera) | P     | Giuseppe Giacone |
|    | Italia (bandiera) | D     | Antonio Bruna    |
|    | Italia (bandiera) | D     | Osvaldo Novo     |
|    | Italia (bandiera) | C     | Renato Beccuti   |
|    | Italia (bandiera) | C     | Bigatto I        |
|    | Italia (bandiera) | C     | Debernardi II    |
|    | Italia (bandiera) | C     | Marchi II        |
|    | Italia (bandiera) | C     | Giovanni Masera  |

| N. |                   | Ruolo | Calciatore       |
| -- | ----------------- | ----- | ---------------- |
|    | Italia (bandiera) | C     | Bruno Sesia      |
|    | Italia (bandiera) | A     | Valerio Bona     |
|    | Italia (bandiera) | A     | Pio Ferraris     |
|    | Italia (bandiera) | A     | Giovanni Gallina |
|    | Italia (bandiera) | A     | Giuseppe Giriodi |
|    | Italia (bandiera) | A     | Piero Princlari  |
|    | Italia (bandiera) | A     | Cesare Sereno    |
|    | Italia (bandiera) | A     | Rinaldo Varalda  |

## Risultati

### Prima Categoria

#### Girone eliminatorio

##### Girone di andata
| Arbitro: | Terzolo (Genova) |

|                |           |                                        |
| Calvi 49’, 75’ | Marcatori | 5’ (aut.) C. Martin 16’ (aut.) Morando |

| Arbitro: | Mombelli (Casale Monferrato) |

|  |           |                                                   |
|  | Marcatori | 2’ Gallina 22’ Sereno 43’ Debernardi 55’ Ferraris |

| Arbitro: | Varetto (Torino) |

|                                                                         |           |          |
| Princlari 22’ Bigatto 30’ Ferraris 32’, 78’, 80’ Giriodi 40’ Sereno 62’ | Marcatori | 8’ Gallo |

| Arbitro: | Brunetti (Torino) |

|                                 |           |              |
| De Nicolai 26’ O. Boglietti 81’ | Marcatori | 3’ Princlari |

| Arbitro: | Rangone (Alessandria) |

|             |           |            |
| Giriodi 15’ | Marcatori | 30’ Crotti |

##### Girone di ritorno
| Arbitro: | Barnabò (Milano) |

|  |           |                            |
|  | Marcatori | 55’ P. Martin 72’ J. Mosso |

| Arbitro: | Mombelli (Casale Monferrato) |

|                                                               |           |  |
| Bramante 22’ (aut.), 71’ (aut.) Giriodi 24’, 51’ Ferraris 63’ | Marcatori |  |

| Arbitro: | Vota (Torino) |

|               |           |                  |
| De Giorgis II | Marcatori | , Beccuti , Bona |

| Arbitro: | A. Gama (Milano) |

|                               |           |                             |
| Sereno 23’ Giriodi 47’ (rig.) | Marcatori | 65’ Mattea 90’ R. Boglietti |

| Arbitro: | Rangone (Alessandria) |

|                                         |           |  |
| Quaglia 4’ Balossini 21’ Meneghetti 64’ | Marcatori |  |

## Statistiche

### Statistiche di squadra
| Competizione                          | Punti | In casa | In casa | In casa | In casa | In casa | In casa | In trasferta | In trasferta | In trasferta | In trasferta | In trasferta | In trasferta | Totale | Totale | Totale | Totale | Totale | Totale | DR  |
| Competizione                          | Punti | G       | V       | N       | P       | Gf      | Gs      | G            | V            | N            | P            | Gf           | Gs           | G      | V      | N      | P      | Gf     | Gs     | DR  |
| ------------------------------------- | ----- | ------- | ------- | ------- | ------- | ------- | ------- | ------------ | ------------ | ------------ | ------------ | ------------ | ------------ | ------ | ------ | ------ | ------ | ------ | ------ | --- |
| Prima Categoria - girone A piemontese | 11    | 5       | .       | .       | .       | ..      | .       | 5            | .            | .            | .            | ..           | .            | 10     | 4      | 3      | 3      | 27     | 14     | +13 |

### Statistiche dei giocatori
| Giocatore      | Campionato | Campionato |
| Giocatore      | Presenze   | Reti       |
| -------------- | ---------- | ---------- |
| R. Beccuti     | 2          | 2          |
| C. Bigatto (I) | 10         | 0          |
| V. Bona        | 4          | 4          |
| A. Bruna       | 10         | 0          |
| G. Debernardi  | 10         | 1          |
| P. Ferraris    | 9          | 7          |
| G. Gallina     | 2          | 1          |
| G. Giacone     | 10         | 0          |
| G. Giriodi     | 10         | 5          |
| G. Marchi (II) | 7          | 0          |
| G. Masera      | 5          | 0          |
| O. Novo        | 10         | 0          |
| P. Princlari   | 3          | 2          |
| C. Sereno      | 10         | 2          |
| B. Sesia       | 7          | 0          |
| R. Varalda     | 1          | 0          |